# Pardosa mongolica
Pardosa mongolica là một loài nhện trong họ Lycosidae.
Loài này thuộc chi Pardosa. Pardosa mongolica được Wladislaus Kulczynski miêu tả năm 1901.